# Mariakapel (Grevenbicht-Papenhoven, Beelaertsstraat)
De Mariakapel is een kapel in Grevenbicht-Papenhoven in de Nederlands Zuid-Limburgse gemeente Sittard-Geleen. De kapel staat in de velden ten zuidoosten van de plaats aan de Beelaertsstraat, vlak bij een kruising met de Frankenstraat, Tomberstraat en de Weg van Grevenbicht naar Born.
De kapel is gewijd aan Maria.

## Geschiedenis
Het tijdstip waarop men hier voor het eerst een kapel bouwde is niet bekend. Mogelijk stond er al rond 1580 hier een kapel tot rond 1920. Tot 1920 stond er achter de kapel een windmolen die terugging tot in de 16e eeuw. In de Tweede Wereldoorlog raakte de kapel zwaar beschadigd en na de oorlog werd deze opnieuw opgebouwd.

## Bouwwerk
De wit geschilderde bakstenen kapel op zwarte plint is opgetrokken op een rechthoekig plattegrond en wordt gedekt door een zadeldak met rode pannen. De kapel heeft geen vensters en geen steunberen. In de frontgevel bevindt zich de rondboogvormige toegang tot de kapel die wordt afgesloten met een ijzeren hek. Boven de toegang is aan de frontgevel een stenen kruis bevestigd.
In de kapel is een marmeren altaar geplaatst met erboven een achterwand met nis die bekleed is met verschillende gekleurde tegels. Boven de nis is er een kruis geplaatst met een donkere corpus. In de nis staat een Mariabeeldje.